# Agrilus curtulus
Agrilus curtulus é uma espécie de inseto do género Agrilus, família Buprestidae, ordem Coleoptera.
Foi descrita cientificamente por Mulsant & Rei, 1863.